# 1-ша піхотна дивізія (США)
1-ша піхо́тна диві́зія а́рмії США (англ. 1st Infantry Division (United States)) — військове з'єднання механізованих військ армії США. Заснована 24 травня 1917 року. Найстаріша піхотна дивізія Збройних сил США. Пункт постійної дислокації — Форт Райлі, штат Канзас.

## Історія
1-ша піхотна дивізія, на початку свого існування називалася Першою експедиційною, була офіційно сформована 8 червня 1917 року у Форт-Джей, Нью-Йорк, для участі в Першій світової війни. Протягом другої половини року вона була перекинута під Францію. 23 жовтня її артилерійський підрозділ випустив по позиціях противника перші американські снаряди в цій війні. У травні 1918 року 28-й піхотний полк зі складу дивізії відбив у німецьких військ село Кантіні, що стало першою перемогою експедиційних сил США. Влітку-восени того ж року дивізія брала участь у визволенні Суассона, битві на виступі Сен-Міело та Мез-Аргоннській операції. Після завершення війни 1-ша піхотна дивізія деякий час перебувала в Німеччині, після чого повернулася на батьківщину, втративши за рік війни майже 23 тис. осіб убитими, зниклими безвісти та пораненими.

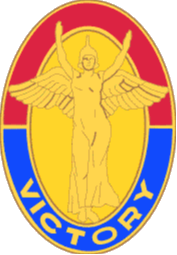
Відзнака дивізії

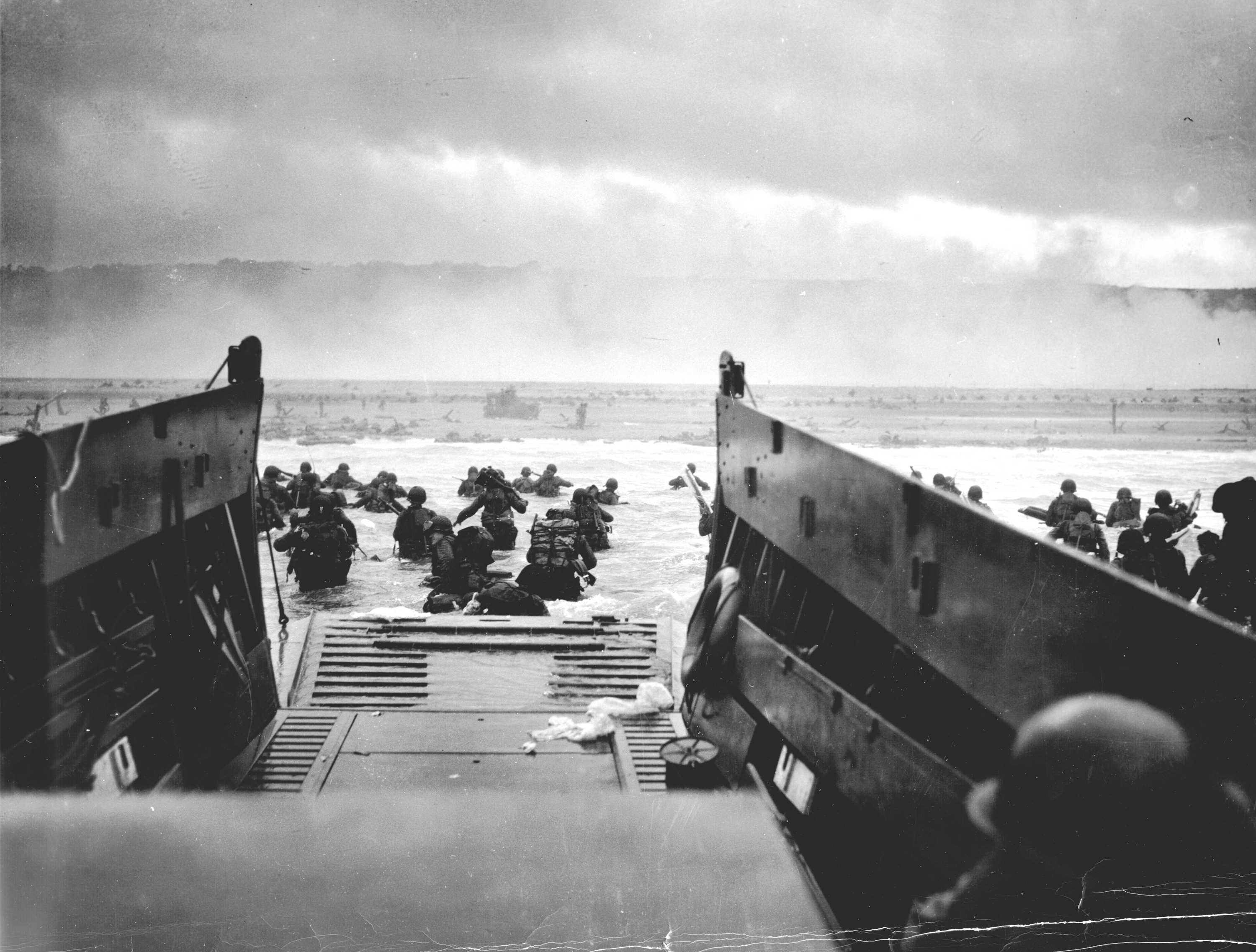
Висадка дивізії в Нормандії. Омаха Біч. Франція. 1944